# Victory of the Daleks
"Victory of the Daleks" (KBS 더빙판: 처칠을 속인 달렉)은 영국의 SF 드라마 <닥터 후> 시즌 5의 세번째 에피소드이다. 마크 게이티스가 각본을, 앤드루 건이 감독을 맡았으며, 영국에서는 2010년 4월 17일 BBC One을 통해 처음 방송되었다.
11대 닥터 (맷 스미스 분)와 그의 동행자 에이미 폰드 (카렌 길런 분)는 제2차 세계 대전의 대공습을 겪던 영국 런던으로 향한다. 여기서 윈스턴 처칠 (이언 맥니스 분)은 브레이스웰 교수 (빌 패터슨)의 첨단과학 병기인 '아이언사이드'를 사용해 승전을 꿈꾸고 있었다. 그러나 닥터는 아이언사이드가 2차 대전기의 영국에 잠입한 달렉임을 간파하고, 오히려 브레이스웰 교수라는 안드로이드를 만들어, 교수 몸속의 폭탄장치 활성화를 통해 지구를 파괴하려는 음모를 벌이고 있음을 깨닫는다.
총괄 프로듀서를 맡은 스티브 모펏은 드라마 최고 인기를 자랑하는 악당 종족 달렉을 다시금 소개하기 위해 마크 게이티스에게 처칠과 달렉을 소재로 에피소드를 써볼 것을 권했다. 이전에 모두 파괴된 것으로 설정된 달렉은 이 에피소드를 통해 새로운 '패러다임'을 제시하는데, 이전보다 더 크고 다채로운 색상을 띄는 모습으로 등장한다. "Victory of the Daleks"는 BBC One과 BBC HD을 통해 총 820만 명이 시청하였으며, 그날 밤 방영된 프로그램 가운데 2위를 차지했다. 평론가들의 반응은 호불호가 갈렸다. 맥니스와 패터슨의 연기는 호평받았지만, 에피소드 전반적으로 급전개가 이뤄지고 있어 2부에 걸쳐 진행했다면 어땠을까라며 아쉬움을 표한 평이 많았다.

## 줄거리

### 개요
11대 닥터와 에이미는 제2차 세계 대전이 한창이던 영국 런던의 전시 내각회의실로 향한다. 일찍이 닥터에게 연락했으나 너무 늦게 도착해버리는 바람에, 윈스턴 처칠은 에드윈 브레이스웰 교수의 진전된 과학기술에 의지하고 있었다. 브레이스웰 교수의 작품 중에는 '아이언사이드' (Ironsides)"라는 로봇 병기도 있었는데 그 모양새가 달렉과 동일했다. 기겁한 닥터는 처칠에게 절대 이것을 두어서는 안된다고 경고하는 한편, 멀쩡한 로봇 행세를 하는 아이언사이드를 몰아붙인 끝에 장구로 후두려 패며 "나는 닥터이고 너는 달렉이야!"라고 소리친다.
그 순간 아이언사이드는 닥터의 말을 '증언'으로 수집해, 닥터와 인류가 존재를 감지하지 못한 달 궤도 근처의 달렉 우주선으로 전송한다. 우주선에 탑승해 있던 달렉들은 이것을 이용해 번식 장치를 활성화하고, 지구에 잠입해둔 달렉들에게 경보를 내린다. 아이언사이드를 통해 달렉들은 자신들의 본심을 밝히고, 브레이스웰 교수는 본인들이 창조한 안드로이드임을 드러내며 우주선으로 복귀해 버린다. 닥터는 에이미를 남겨둔 채 혼자서 타디스를 타고 달렉 함선으로 향한다.
닥터는 자폭 스위치로 달렉들을 협박하며 대적하기 시작한다. 달렉들은 번식장치를 완성시켜 달렉 종족을 되살리려는 계획을 꾸미고 있었다. 이윽고 달렉들은 독일 폭격기의 공습을 불과 몇 분밖에 남기지 않은 시점에서 런던 전체에 에너지 빔을 쏘아 환하게 밝혀버린다. 이로서 처칠을 비롯한 닥터의 협력자들은 위협에 노출되어 교착상태에 빠지고 만다.
번식장치가 완성되자 배출구에서 다섯 마리의 새로운 달렉이 모습을 드러낸다. 크기도 더 커지고 모습도 완전히 바꾼 이 달렉들은 자신들을 탄생시킨 달렉들을 '불순한 유전자'라며 분해해 버리고 그 달렉들도 기꺼이 따른다. 한편 에이미는 처칠과 브레이스웰 교수를 설득해, 달렉으로부터 얻은 기술 노하우로 스핏파이어에 우주 비행 기능을 넣도록 개조한다. 이후 세 대의 스핏파이어가 달렉 함선으로 접근해, 함선 밑의 에너지 빔 발사용 접시를 공격해 파괴한다.
마지막으로 남은 스핏파이어 조종사가 달렉 함대를 아예 파괴하려 하자, 달렉들은 브레이스웰 교수의 몸 안에 있는 동력원의 자폭장치를 가동시킨다. 이것이 방출된다면 불안정한 웜홀이 생겨나 전 지구가 빨려들어가게 되는 것이었다. 달렉을 없애버릴 절호의 기회냐, 지구를 구하느냐의 두가지 갈림길에 선 닥터는 결국 스핏파이어에게 공격을 중단하고 지구로 돌아가라는 명을 내린다. 하지만 브레이스웰 교수의 자폭장치는 계속해서 작동되는 상황이었는데, 곁에 있던 에이미는 닥터의 조언과 함께 브레이스웰 교수에게 인간으로서 지니고 있는 옛 기억을 떠올리게 만들어, 기계보다는 인간에 가깝다는 것을 상기시키고 끝내 자폭장치를 비활성화하는 데 성공한다. 지구에 대한 연민이라는 닥터의 약점을 이용해 죽을 위기에서 벗어난 달렉들은 승리를 선언하고 먼 곳으로 순간이동한다. 닥터와 에이미는 승전을 위해 남겨두길 바라는 처칠의 눈치에도, 브레이스웰 교수를 제외한 달렉의 기술을 모두 망가뜨리고 현장을 떠난다.

### 다른 에피소드와의 연관성
작중 올드 시즌의 달렉 에피소드에 관한 언급이 몇가지 소개되고 있다. 1966년 <The Power of the Daleks>에서 소생한 달렉이 "나는 당신의 하인이다!" (I am your servant!)라고 외치는 대사가 있는데 이번 편에서 아이언사이드가 "저는 당신의 병사입니다" (I am your soldier)라는 대사로 패러디됐다. 또 11대 닥터가 달렉의 '최후의 종말' (the final end)을 보고 싶다고 하는 대사는 1967년 <The Evil of the Daleks>에서 2대 닥터가 달렉이 최후의 영원한 종말을 보고 싶다고 한 대사와 거의 동일하다
닥터는 에이미에게 달렉에 대해 이야기를 꺼냈을 때 처음 듣는다는 대답을 듣고 놀란다. 시즌 4 "The Stolen Earth" / "Journey 's End"에서 있었던 사건을 말해 주었음에도 기억하지 못하는 에이미를 보고서 걱정하는 모습인데, 에피소드 결말부에서 타디스를 놔뒀던 벽 뒤쪽에 1화에서 등장했던 우주의 틈이 모습을 드러낸다. 이 틈은 시즌 5에서 반복적으로 등장하는 주제로, "Flesh and Stone" 편에서 에이미가 달렉을 기억하지 못한 이유는 이 틈에 존재를 기억 속에서 지워버리는 힘이 있기 때문이었음을 닥터가 알아내게 된다.

## 제작

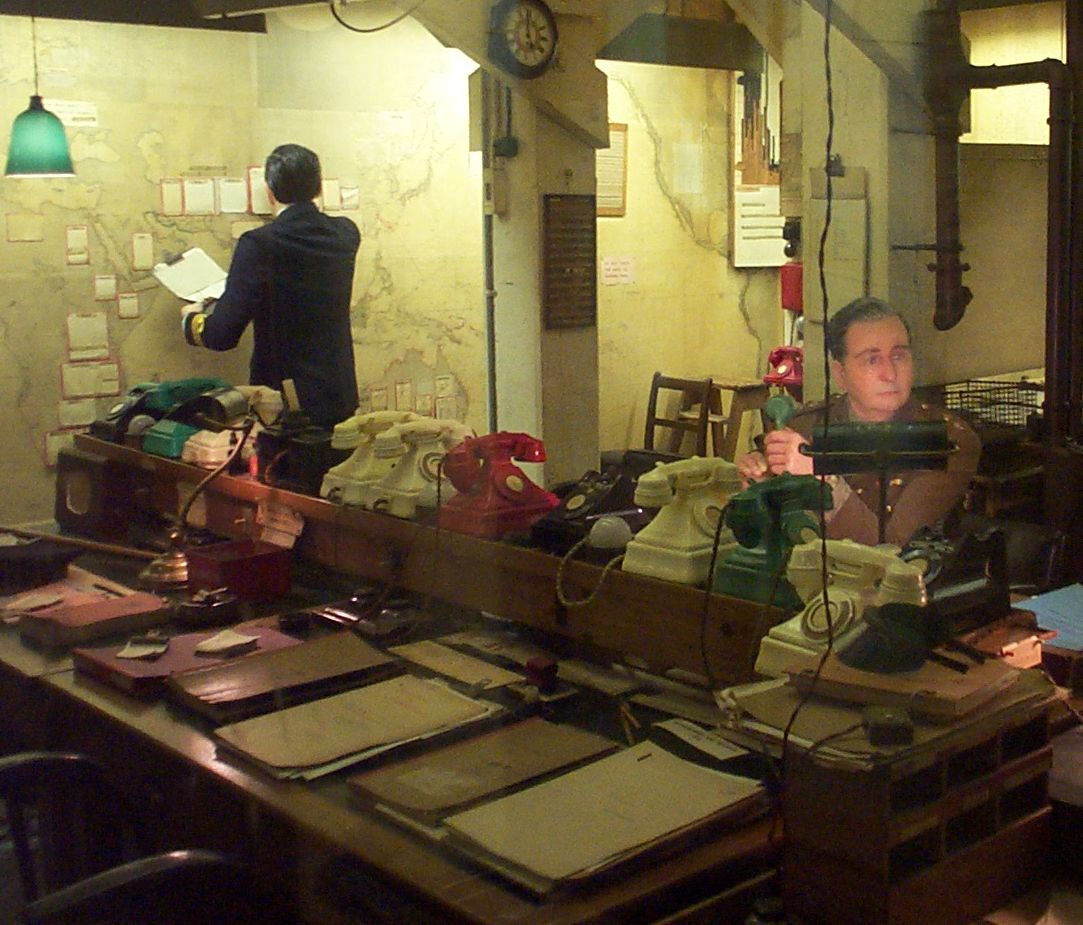
연구를 위해 Gatiss는 에피소드의 한 세트를 위해 복제된 내각 전쟁실을 방문했다.

시즌 5부터 드라마를 이끌게 된 스티븐 모펏은 달렉이 아이들에게 인기가 많은 단골 악역이기 때문에 이번에 다시금 데려오고 싶었다고 밝혔다. 2010년 3월 모펏과 제작진은 달렉의 디자인 교체를 고려하고 있다고 전했다. 에피소드의 각본을 맡은 마크 게이티스는 모펏으로부터 "처칠 대 달렉"을 소재로 한 편을 쓰라는 지시를 받았다고 밝혔다. 게이티스는 처음에는 무슨 설정으로 접근해야 할지 막연했지만 평소 전쟁 영화를 좋아했고 자신만의 달렉 스토리를 구상하는 것 자체로 흥분되는 일이었다는 소감을 남겼다. 사전 연구를 위해 실제 전시에 쓰였던 내각 회의실을 방문하고, 전쟁에 대한 회고록과 관련 기록을 살펴보기도 했다. 달렉과 관련해서는 1966년에 방영된 <The Power of the Daleks>에서 영감을 얻었다. 해당 시리얼이 소실되어 버린 관계로 실제로 시청하지는 못했지만, 해당 편에서 달렉이 교활하고 음침한 모습으로 등장한다는 점에 주목했다. 게이티스는 이것이 "그냥 명령조로 빽빽거리는 것보다 훨씬 더 무섭다"고 지적했다.
게이티스가 에피소드 초본을 쓸 당시 맷 스미스는 아직 캐스팅되지 않았던 상황이었다. 따라서 보통의 닥터를 감안해 초본을 집필했으나, 모펏은 존 퍼트위 (3대 닥터 배우)와 게이티스가 한몸이 된 것처럼 들린다는 소감을 남겼다. 맷 스미스가 캐스팅되자 마크 게이티스는 드라마 <파티 애니멀>을 비롯해 맷 스미스가 출연했던 모든 작품을 찾아보며, 말투를 그대로 '다운'받고 어조와 표현방식에 대해서도 조사해가며 대사에 반영했다. 또한 달렉이 제2차 세계대전과 어울린다며, 자신들을 제외한 모든 종족을 말살시키려는 모습이 꼭 나치와 닮았기 때문이라고 밝혔다. 실제로 달렉이란 종족을 처음 구상한 작가 테리 네이션은 제2차 세계대전 경험자로서 의도적으로 나치의 이미지를 달렉에 반영했다고 한다.
닥터 역의 맷 스미스는 처칠과 닥터간에 닮은점이 있다고 지적했다. 둘 다 매우 똑똑하고 작중에서 오랫동안 서로를 알고 지냈기 때문이라는게 그 이유였다. 최종화에는 처칠과 닥터아 어떻게 한동안 서로를 알고 지냈는지 설명하는 장면도 들어가 있었으나 방영본에서는 편집되었다. 게이티스는 처칠이 가장 즐겨 썼던 "Keep buggering on" (끝까지 물고 늘어져라)라는 표현을 각본에 반영했고 그렇게 할 수 있게 되어 기뻤다는 소감을 밝혔다. 한편 처칠 역의 이언 맥니스는 2007년 빅 피니시 프로덕션의 8대 닥터 오디오극 <Immotarl Beloved>에서 악당 제우스를 연기한 바 있다.

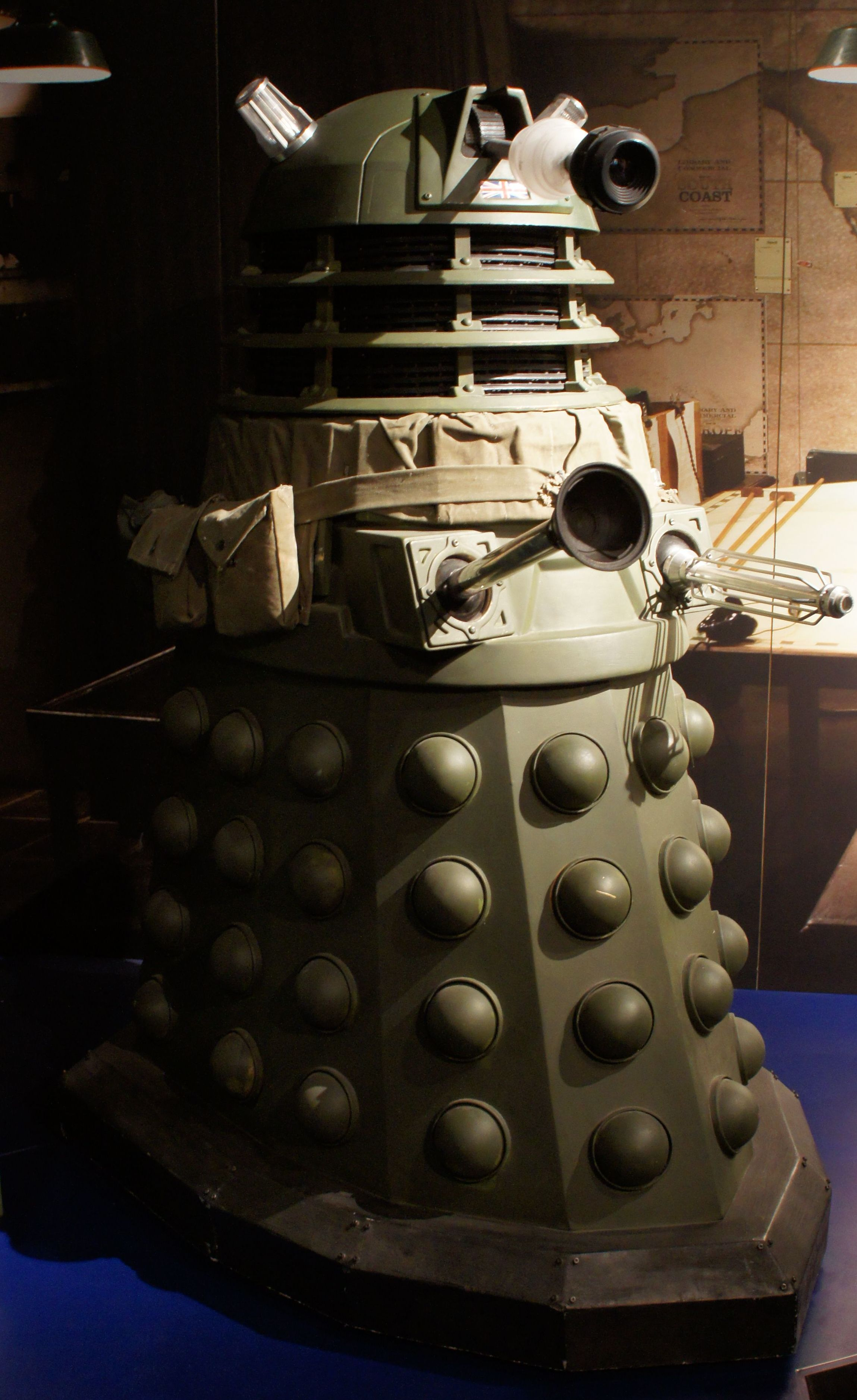
닥터 후 익스피리언스에 전시된 제2차 세계 대전기 영국풍으로 꾸며진 '아이언사이드'.

마크 게이티스는 새로운 디자인의 달렉에 대해 각본에 "거대한 자식들... 여지껏 봐왔던 것보다 더 큰 모습"이라고 묘사했다. 이를 기반으로 탄생한 달렉은 이전까지 닥터를 살짝 올려다봤던 것과는 달리, 맷 스미스의 시선과 수평을 이루도록 큼직하게 디자인됐다. 이와 함께 모펏과 게이티스는 1960년대 극장판의 달렉처럼 매우 다채로운 색상을 지니길 바랐다. 게이티스는 달렉의 색상을 녹색으로 정했으나, 나중에 "어째 좀 잘 안 맞을 것 같다"는 이유로 마음을 바꿨다. 달렉의 성우로 활동중인 니컬러스 브리그스는 밝은 색상일수록 더 간사한 목소리로 맞춰 연기하기로 했다.
모펏은 이번 편에서 '우주를 나는 스핏파이어기'라는 소재를 어떻게든 넣고 싶어했다고 한다. 제2차 세계 대전기에 사용된 스핏파이어기의 복제품을 동원해, 그린스크린 앞에서 촬영되는 장면의 실사 부분과 2D 이미지 촬영에 사용되었으며, 나머지 장면들은 CG로 처리하였다. 스핏파이어기가 나오는 시퀀스에는 "Broadsword to Danny Boy"라는 대사가 들어갔는데 영화 <독수리 요새>에서 나왔던 대사를 따라한 것이다. 스핏파이어 조종사의 목소리는 마크 게이티스 본인이 직접 연기하였는데, 하나는 그냥 말한 것, 다른 하나는 손으로 입을 가리고 말한 것, 총 두 가지의 버전으로 녹음됐다. 이 같은 사실은 2010년 4월 인터뷰를 통해 밝혀졌으며 게이티스는 당시 상황에 대해 다음과 같이 회고하고 있다.
지난 여름에 저희가 촬영할 때, 누군가 저한테 와서 이런 말을 했어요. "작가님이 스핏파이어 조종사 목소리를 연기한다는 게 사실인가요?" 그래서 저는 "아뇨..." 했죠. 그 다음날에는 두 명이 저한테 오더니 또 물어요. "와, 기발해요. 스핏파이어 조종사로 깜짝 출연하신다면서요?" 그래서 저는 또 "아뇨..." 했어요. 그러더니 또 몇 주 전에는 캐스팅 감독을 맡고 계시는 앤디 프라이어가 저한테 이메일로 이러더라구요. "스핏파이어 조종사를 맡고 싶으시다고 들었습니다..." 그래서 답장을 이렇게 보냈어요. "아닌데요! 그치만 원하신다면 맡겠습니다!"

## 방송과 반응
"Victory of the Daleks"는 2010년 4월 17일 영국에서 BBC One을 통해 처음 방송되었다. 밤사이 시청률 집계에 따르면 BBC One 본방송의 시청자수는 총 620만 명, BBC HD 동시방송의 시청자수는 23만 1,000명으로, 당일 방영된 프로그램 가운데 1,187만 명의 시청자를 확보한 브리튼즈 갓 탤런트에 이어 시청률 2위를 기록했다. 최종 집계된 시청률은 BBC One이 792만 명, BBC HD가 38만 1,000명으로 전체 시청자 수는 820만 명으로 기록됐다. 한주간 BBC One에서 방영된 프로그램 가운데 시청률 4위, 모든 채널을 대상으로는 시청률 11위를 기록하였다. 시청지수는 이전에 방영된 2화보다 약간 낮은 84점을 부여받았다.

### 평가
"Victory of the Daleks"에 대한 평론가들의 반응은 엇갈렸다. 가디언지의 대니얼 마틴은 "마크 게이티스가 집필한 닥터 후 스토리 가운데 최고"라는 호평을 남겼다. "달렉이 인공 병기라는 아이디어"를 탐구해 "시청자들이 예상했던 것만큼 그렇게 무겁지 않게 다룬 점"에 대해서 특히 호평했다. 또한 맥니스와 패터슨의 연기, 닥터와 에이미 사이에서 전개되는 스토리 전개가 좋았으며, 시즌 1에서 보여줬던 위협적인 달렉에 비견될 만하다며 높이 평가했다. 라디오 타임스의 패트릭 멀컨은 이 에피소드가 "모두의 승리"라면서, 특히 브레이스웰 교수라는 등장인물에 대해서 "스타트랙의 데이터 같은 감정적인 로봇으로 바꾸고 빌 배터슨의 격에 알맞은 소재를 제공해 주었다"며 마크 게이티스의 각본을 높이 평가했다.
SFX지의 조던 팔리는 "Victory of the Daleks"에 대해 5점 만점에 3.5점을 매기면서 새로 등장하게 된 달렉이 "똑같이 위협적"이라면서 "조금은 덜 익었지만 재미가 훌륭하다"고 호평했다. 그러나 후반부의 전개는 조금 서둘렀다며 2부작 구성이었으면 더 성공적이지 않았을까라며 아쉬운 마음을 남겼다. 여기에 "인용할 만한 대화가 부족한 점"과 "장난스러운 농담과 엉뚱한 매너리즘"은 실망스러웠다고 밝혔다.
IGN의 맷 웨일스는 10점 만점에 5점을 매기면서 보통이라는 평가를 내렸다. "본연의 이야깃거리를 전달하려기보다는 드라마의 오랜 악당을 다시 소개하려는, (필요하다면 필요하겠지만) 어설픈 변명"이라고 혹평했으나, 제2차 세계 대전의 현장을 재현한 세트장에 대해서는 호평했다. 토털 사이파이 온라인지의 브라이언 J. 로브는 맥니스의 처칠 연기는 호평했으나, 일부 대사는 지나쳤다고 느꼈다면서 모펏이 조작한 흔적이 있다고 추측했다. 앞서 조던 팔리의 평과 마찬가지로 브라이언 J. 로브도 이야기의 페이스 조절이 없었다면서 2부작이었다면 더 좋았을 것이라고 밝혔다. 또한 맷 스미스의 닥터 연기에도 혹평을 내리면서 실베스터 매코이의 연기에서 화가 났던 장면에 빗대었고, 달렉의 새 디자인에 대해서도 별로라고 평했다. 최종 점수는 10점 만점에 7점을 매겼다.

## DVD 출시
2010년 6월 7일, "Victory of the Daleks"는 이전화 "The Eleventh Hour", "The Beast Below"와 함께 DVD와 블루레이로 (Region 2 한정) 출시되었다. 이후 2010년 11월 8일에는 시즌 5 DVD에 수록되는 형식으로 재출시되었다. 2011년 11월 16일 "The Time of Angels"와 함께 Doctor Who DVD Files 75호에 수록되어 출시되기도 했다.

### 문고판
2011년 5월 문해력 향상을 위한 학습교재용으로 피어슨 에듀케이션에서 문고판을 출간했다. 피터 구티에레스 (Peter Gutiérrez)가 소설화를 맡았다.

### 소설화
- Victory of the Daleks - 인터넷 사변 소설 자료집